# シボレー・カプリス
シボレー・カプリス（Chevrolet Caprice）は、アメリカの自動車メーカー・ゼネラルモーターズ(GM)の シボレー部門が生産しているフルサイズセダン。アメリカ・カナダにおいては1965年から1996年、メキシコでは1977年から1983年までの モデルイヤーに生産されており、大型乗用車である。一貫してシボレーのフルサイズカーの中でも最上位モデルであり続けた。下位モデルにはビスケイン・ベルエア・インパラがあった。2011年には再びシボレー・カプリスの名を冠した大型セダンが北米で発売される。

## 初代（1965-1970年）

### 1965-1968年
1965年に初登場した際の「カプリス」という名前は、インパラの外観を豪華にした4ドアハードトップセダンのオプションパッケージ名であった。このパッケージには上級なシート地、木目張りのダッシュボード、特製のホイールカバーや追加のモールディングなどが含まれており、ライバルのフォードが一足先に登場させて成功していたフォード・LTD に対抗するためのモデルであった。「カプリス」の名は当時GMのシボレー販売本部長であったBob Lundが常連であったニューヨークの一流レストランの名から取られたとも、インディ500マイルレースの有力な競技役員であった James P. Chapmanの令嬢の名前から取られたとも言われている。.
1965年型カプリスは好評で迎えられたので、翌1966年からは2ドアハードトップ、5ドアワゴンも加えられて正式なシリーズとなった。2ドアハードトップのルーフラインはインパラ系のファストバックに対して傾斜が強められてよりフォーマルな印象となっており、ワゴンのボディサイドには1954年以来途絶えていた木目模様のトリムが張られた。多くのカプリスはパワーステアリング・パワーウインドウ・パワーシート・レザートップ・エアコンなどのフル装備が与えられ、各種のエンジン選択肢の中でも最大の427cubic-inch（7.0L≒6997cc）425馬力のV8エンジン付きで売られ、内容的にはキャディラックの廉価版・ド・ヴィルに匹敵する仕様であった。
1967年にはフロントグリルやテールライトのデザインが改められ、より丸みを帯びた。ブレーキは二系統式ブレーキとなり、前輪ディスクブレーキもオプションで装備可能となった。8トラック式のカーステレオもオプションリストに加えられた。
1968年には再び前後のデザインが改められ、格納式ヘッドライトも選択可能となった。2ドアハードトップの三角窓は廃止された。また、年々厳しくなる安全基準に従ってサイドマーカーランプが追加された。

### 1968-1970年
フルサイズ・シボレー各車はよりシャープなスタイルにモデルチェンジされ、フロントグリルと一体になったいわゆるバンパーグリルが採用された。また、全モデルで三角窓は廃止された。ホイールベースやボディシェルは1965年以来のものの流用であった。ワゴンは「キングスウッド・エステート」という名前になり、一旦カプリスシリーズからは消滅する。安全基準に従い、前席ヘッドレストやステアリングロックが装備された。
1970年型はフロントデザインがやや大人しくなり、前輪ディスクブレーキが標準装備となった。

## 2代目（1971-1976年）

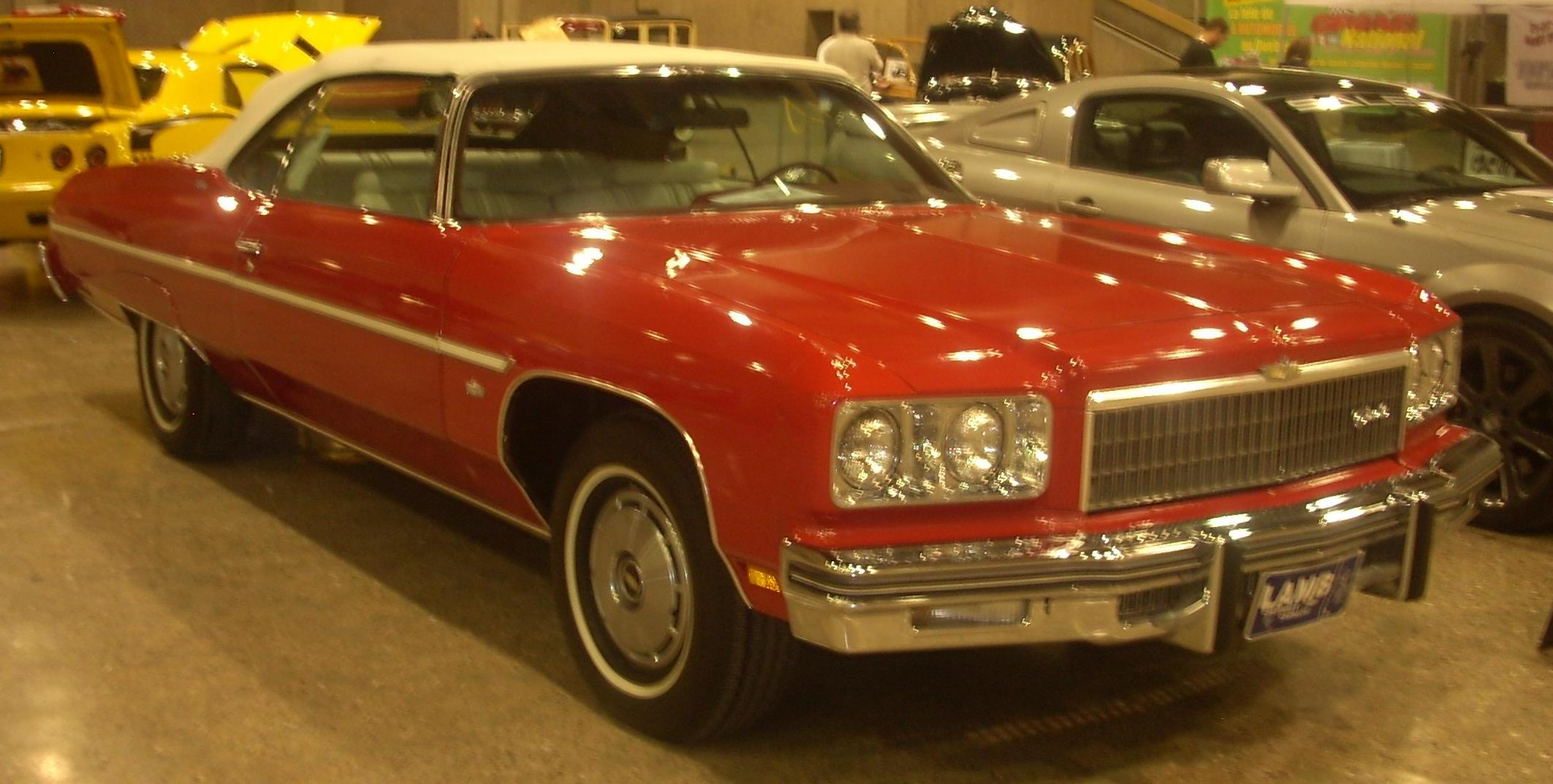
1975年 2ドアコンバーチブル

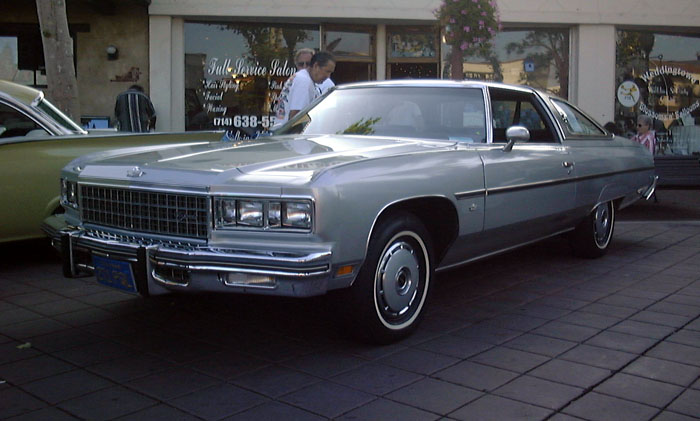
1976年クラシック・ランドー

1971年モデルは全面的にモデルチェンジされ、ホイールベースも121.5インチに延長された。スタイルは1969年型以降のクライスラー各車に似たものになり、 リアサスペンションにもコイルスプリングが与えられ、より高級車らしい内容となった。また、エンジンは無鉛ガソリン対応となった。アメリカの自動車雑誌・「モーター・トレンド」1971年5月号はカプリス(標準価格3,900ドル・テスト車はフルオプションで5,500ドル)とキャディラック・ド・ヴィル(9,000ドル)の比較テストを行い、キャディラックの品質がカプリスより上であることは認めながらも、その差は3,500ドルほどのものではなく、カプリスの方がよりお買い得であると結論付けた。
1972年モデルのフロントには安全基準に一年先駆けて、時速5マイルまでの衝突の衝撃を吸収する、いわゆる「5マイル・バンパー」が装備された。また4ドア・ピラードハードトップが追加されたが、これも安全対策のためであった。
1973年モデルからは「カプリス・クラシック」と呼ばれることとなり、排気ガス規制の強化によって最高出力は最大の400cubic-inch(6.5L≒6554cc)エンジンでも245馬力に過ぎなくなった。又この年から2ドア・コンバーチブルが追加され(インパラから移行)、キングスウッド・ステーションワゴンも再びカプリス・クラシックのバリエーションに復帰した。
1974年モデルでは「5マイル・バンパー」が後部にも装着を義務付けられたので、テールライトの位置がバンパー一体式から通常の場所に変更された。また、2ドアクーペには大きなオペラウインドウが装着され、ピラーレスの開放感は事実上無くなった。また、シートベルトの強制着用システムも追加されたがこれは不評で、1975年以降は廃止された。
1975年モデルでは4ドアハードトップにもオペラウインドウが与えられた。2ドアコンバーチブルはこの年を最後に消滅する。1975年モデルのコンバーチブルの生産台数は8,350台に過ぎず、この時期のビュイック・オールズモビル・ポンティアックのコンバーチブル同様、希少車としてコレクターズアイテムとなっている。また、第一次石油危機後の燃料価格高騰を反映して、350cubic-inch(5.7L≒5735cc)155馬力エンジンが標準となり、ドライバーに経済運転を促す"Fuel Econominder,"がオプション装備に追加された。
1976年は2代目最後の年である。この年のカプリス・クラシックは全長5.66m、車両重量2.18トンに達していた。角型四灯式ヘッドライトを与えられたのが外観上の特徴である。

## 3代目（1977-1990年）

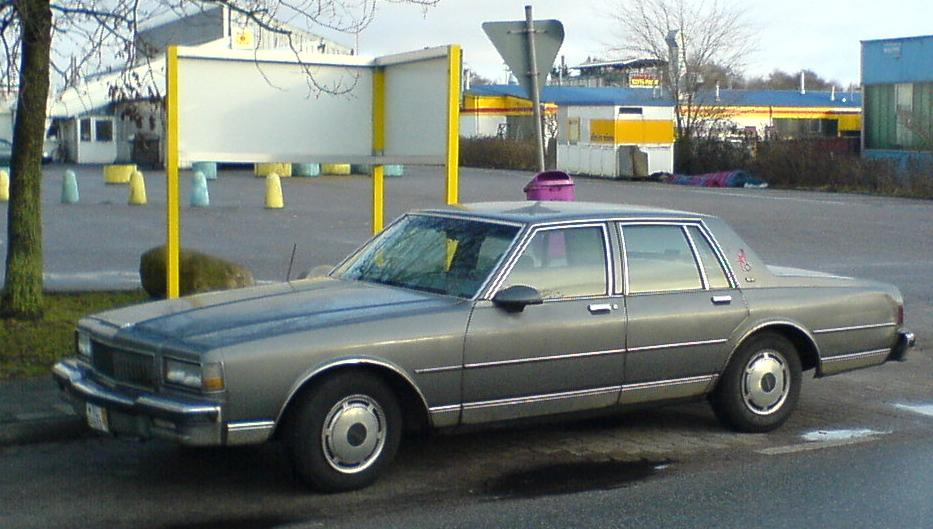
1986年セダン

1977年型はボディサイズが縮小され、エンジンサイズも小型化され、カプリスとしては初めて直列6気筒250cubic-inch(4.1L≒4096cc)・110馬力が標準エンジンとなった。このエンジンは廉価版のフルサイズ・シボレーに1973年まで搭載されていたもののリバイバルであった。V8・300cubic-inch(4.9L≒4916cc)・145馬力もステーションワゴンでは標準、他ボディ(4ドアセダン・2ドアクーペ)ではオプションで装着可能であった。最大のエンジンは350cubic-inch(5.7L≒5735cc)・170馬力となった。
1980年には直6エンジンがV6・3.8L 145馬力になり、1986年には4.3L 130馬力に拡大された。同じく1980年には305 cubic-inch (5.0L≒4998cc)V8エンジンが155馬力、86年には165馬力、1989年には燃料噴射化されて170馬力となった。
1977年型カプリスは好評で、77年・78年の2年間に廉価版のインパラと合わせて1,000,000台が生産され、1990年まで基本的に同じ設計のまま生産され続けることになる。この間、1980年と86年にやや大掛かりなデザイン変更がなされ、インパラは「カプリス」に改称されて、シリーズは「カプリス・クラシック」との二本立てとなった。
内装は1985年に木目調の内装から金属風のシルバーの内装に変更されたものの、1987年には再び新しい木目調の内装となっている。
2ドアクーペには専用フェンダーモール、天井は前面合皮仕上げの「Landau」、4ドアセダンには、ダブルクッションシート等の内装及び、Bピラーにはオペラライト等、天井は全面合皮仕上げの「Brougham」の名を冠した上級グレードがある。
1987年からは2ドアクーペの廃止、4ドアセダンには天井後部にキャデラック・ブロアム調のランドゥ風ルーフを持つ「Brougham LS」が追加となった。ルーフ部分はFRPで作られておりビニールレザーが貼られ、ベースモデルに比べ天井部全長が長くなり、それに合わせリアウインドウの専用設計化及び傾斜角が強められている。さらには1952年のベルエア以来久々に本革シートも選択可能となった。
また、この時期になるとクライスラーもアメリカン・モーターズもフルサイズ車の生産を中止していたため、パトロールカーやタクシーの市場をフォード・クラウンビクトリアと二分するようになった。

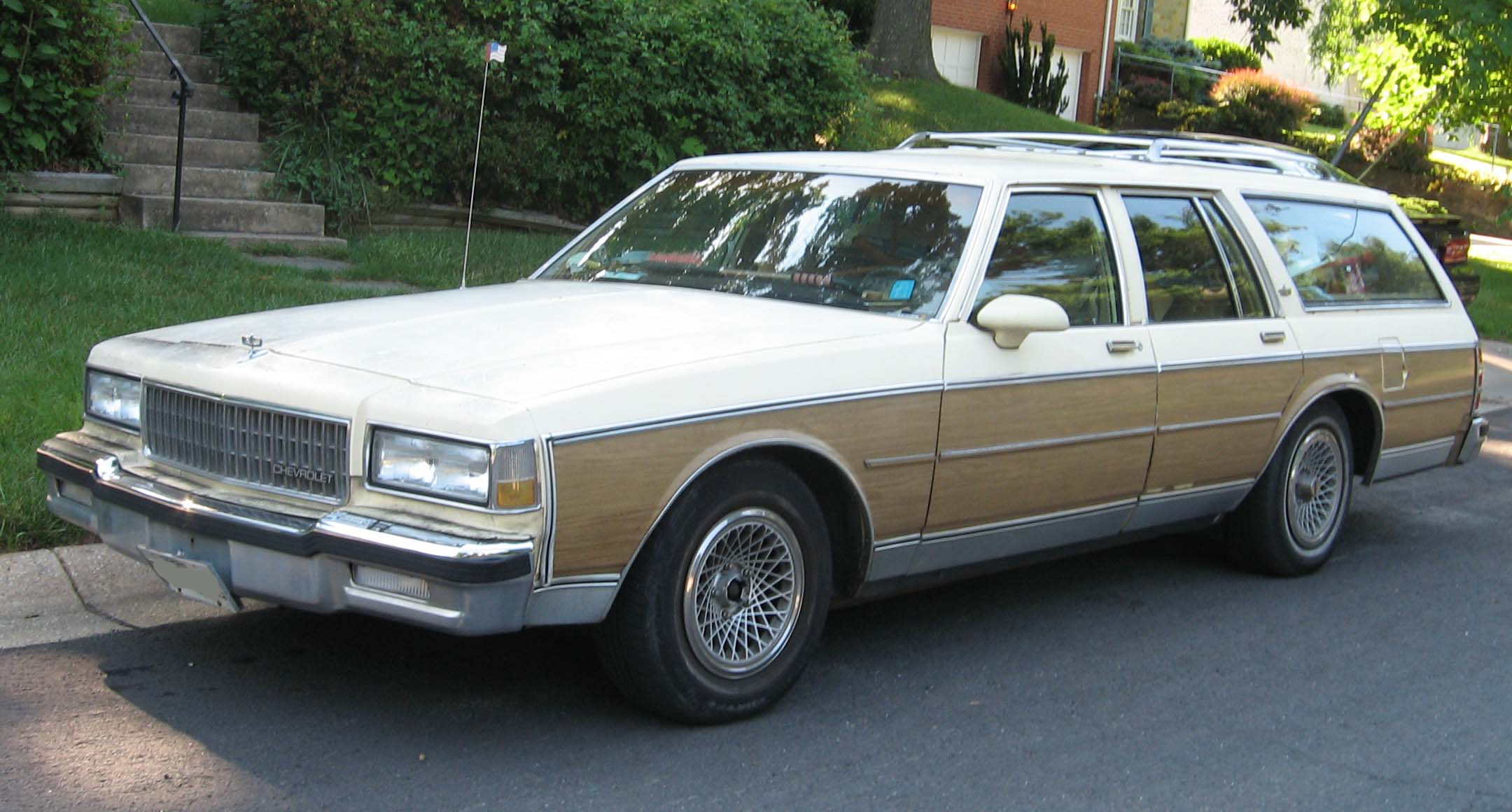
1987-1990年ワゴン
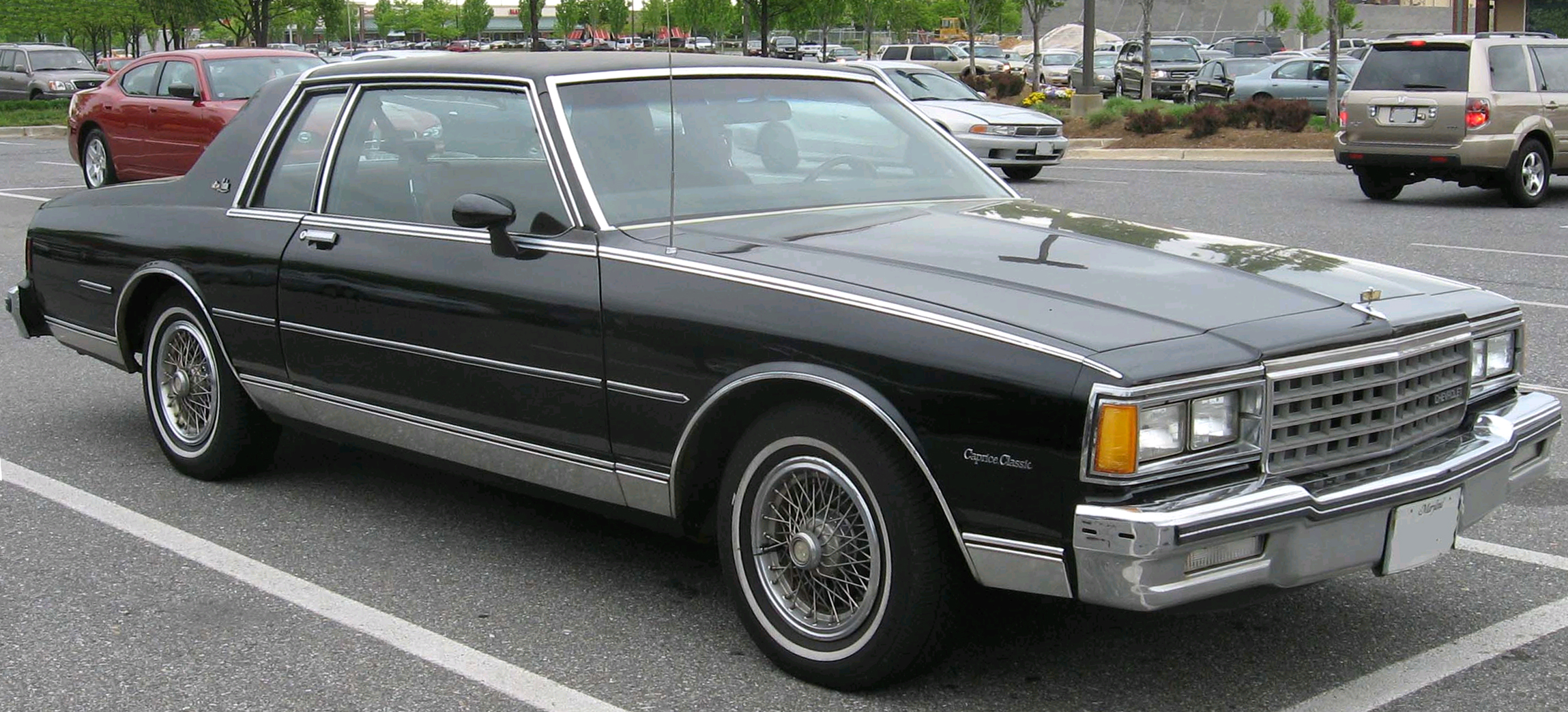
1980年代前半のクーペ

## 4代目（1991-1996年）

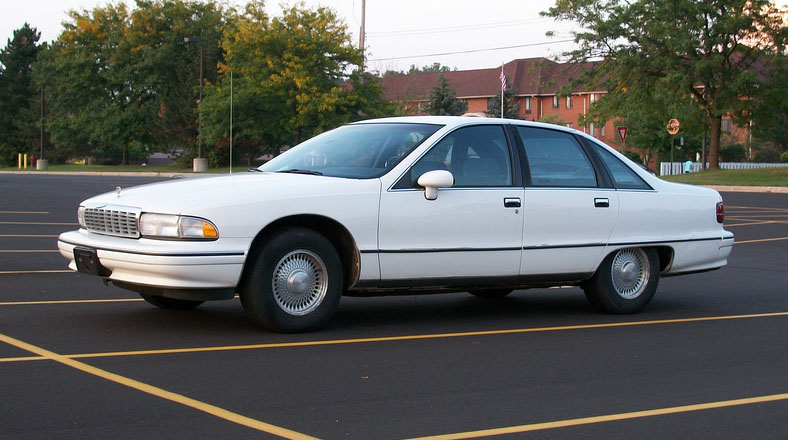
1991年型セダン

機構的には先代のキャリーオーバーであるが、ボディデザインが一新され、角ばったスタイリングからの近代化が図られた。同年の「モーター・トレンド」誌のカー・オブ・ザ・イヤー賞を受賞している。ボディサイズは全長5550mm、全幅2218mm、全高1520mm。グレードはベースとなる「カプリス」と上級の「カプリス・クラシック」の2種類。
1993年には後輪のスパッツが取り除かれ、1994年には新設計のV8・5.7L 260馬力エンジンが与えられた姉妹車の「インパラSS」が追加された。
1996年を最後に、新車開発のエネルギーと生産施設をSUVに重点的に配分するというGMの方針によって、カプリスとインパラは生産を終了することになった。両車のマーケットは一回り小型のルミナが継承し、フルサイズ車を生産していたテキサス州アーリントンの工場の生産車種はタホなどのSUVに切り替えられた。

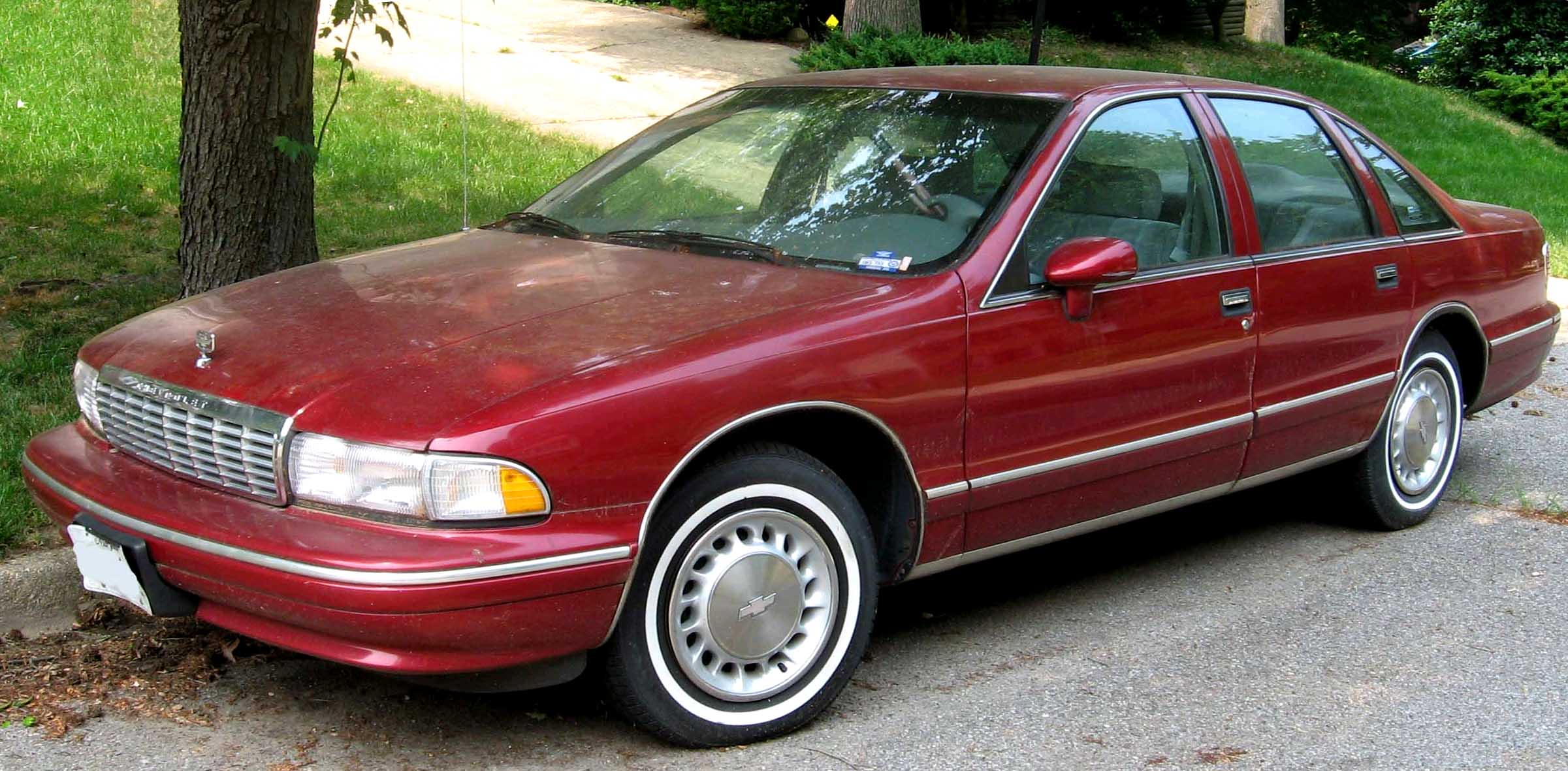
1993-1994年型セダン
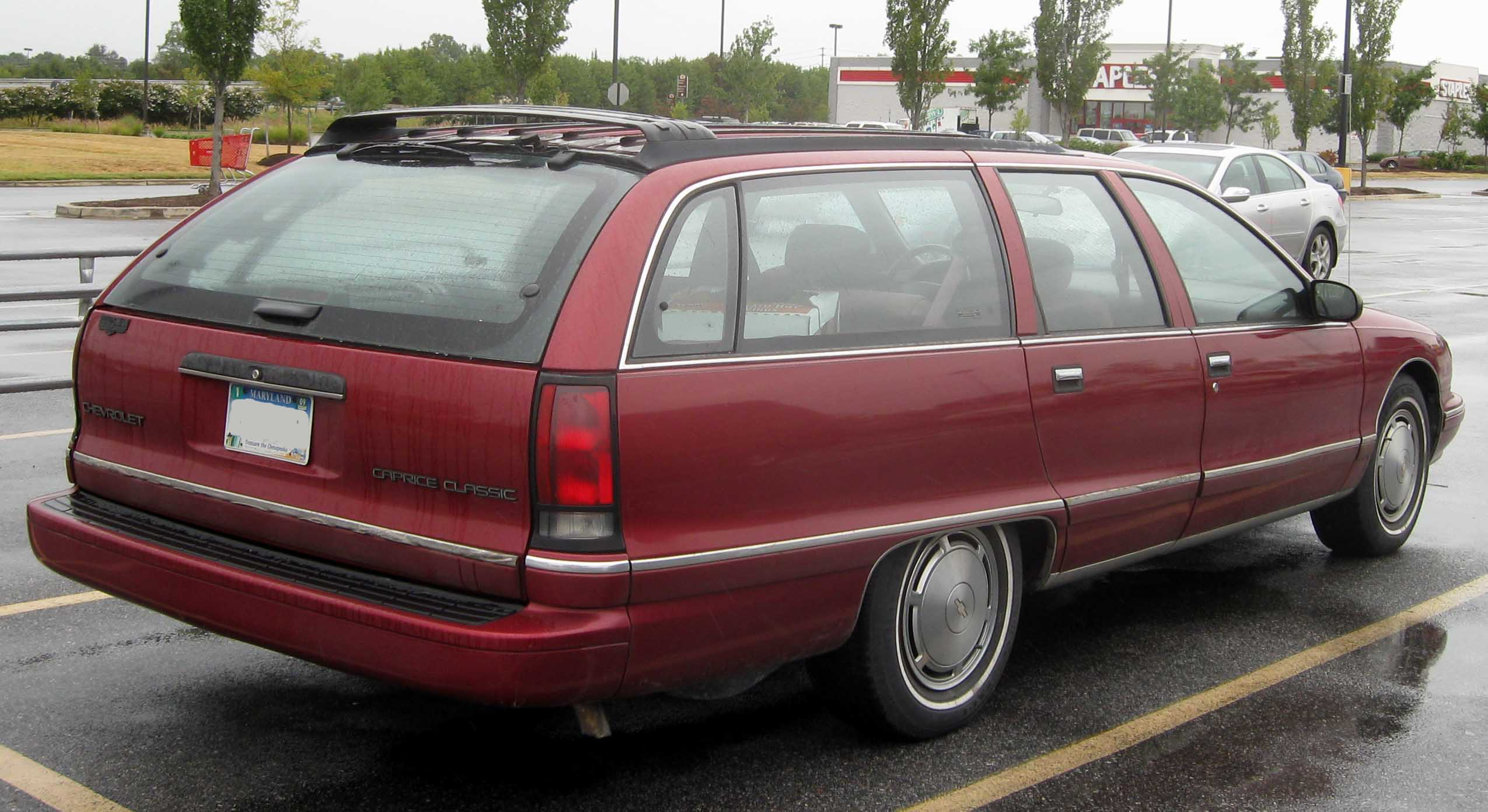
1993-1994年型ワゴン
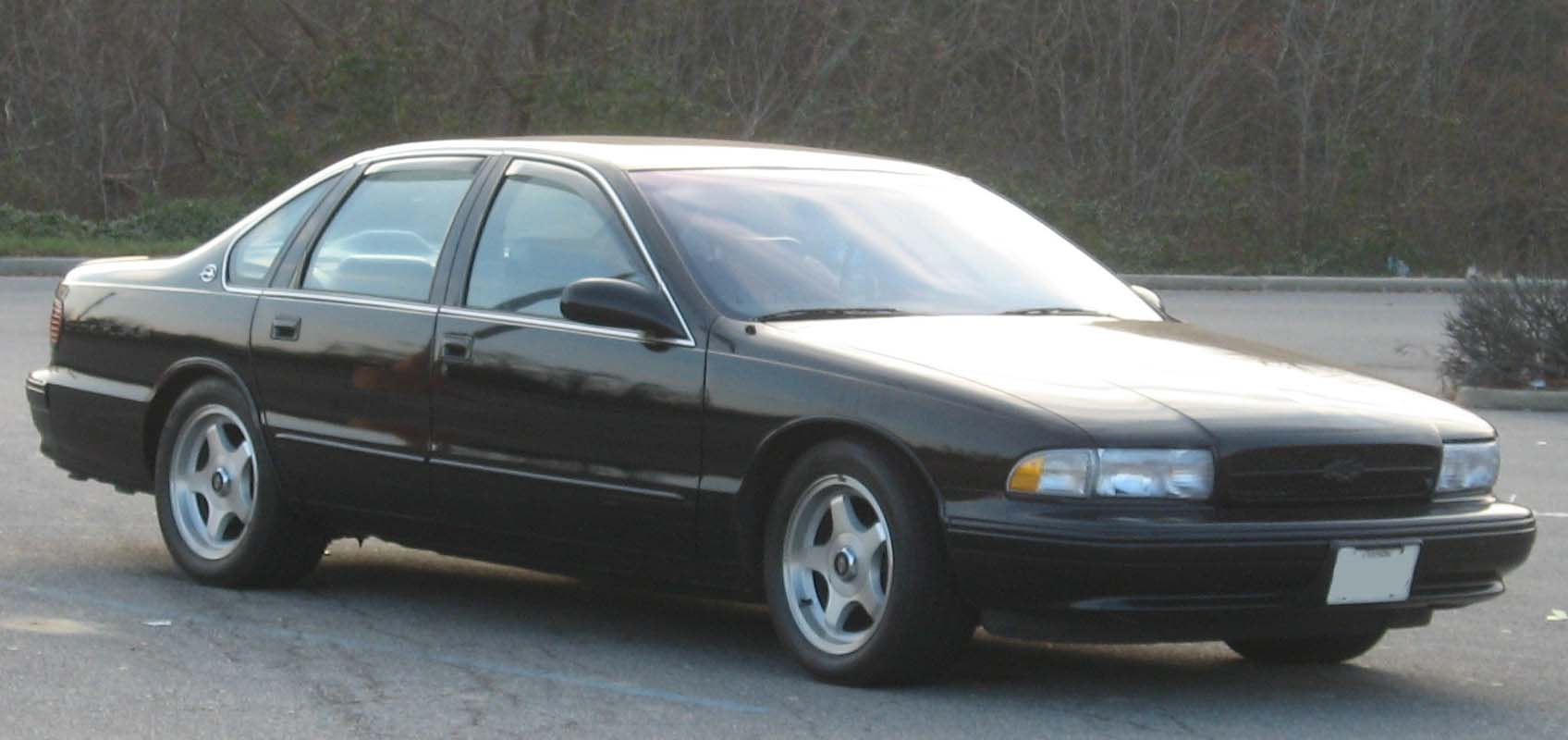
1995-1996年型姉妹車のインパラ・SS

## 5代目（1999-2006年）

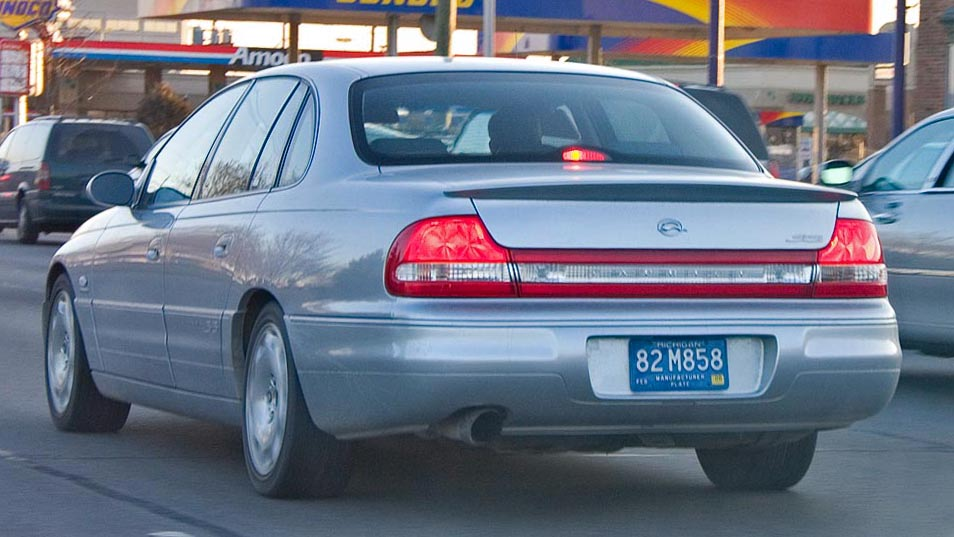
1999年型シボレー・カプリスSSセダン

GMはオーストラリアでの展開メーカー、ホールデンの製造で、新たにシボレー・カプリスを中東で発売した。これは中東に輸出されたホールデン・ステーツマン（en:Holden Statesman）にカプリスの名を冠したものである。ゆえにステーツマンとの差はほぼないが、唯一の違いとしてハンドルの位置があげられる。オーストラリアは左側通行なのに対し、中東では右側通行である。この理由からカプリスシリーズの中では初めて、ハンドルの位置が左右で違う両方の仕様を持ち合わせたモデルとして発売されることになった。このような事例はほかにも、ホールデン・VTコモドール（en:Holden VT Commodore）の左ハンドル版として、中東ではシボレー・ルミナ（en:Chevrolet Lumina）、大韓民国ではGM大宇ステーツマン（GM Daewoo Statesman）として販売されたという例がある。

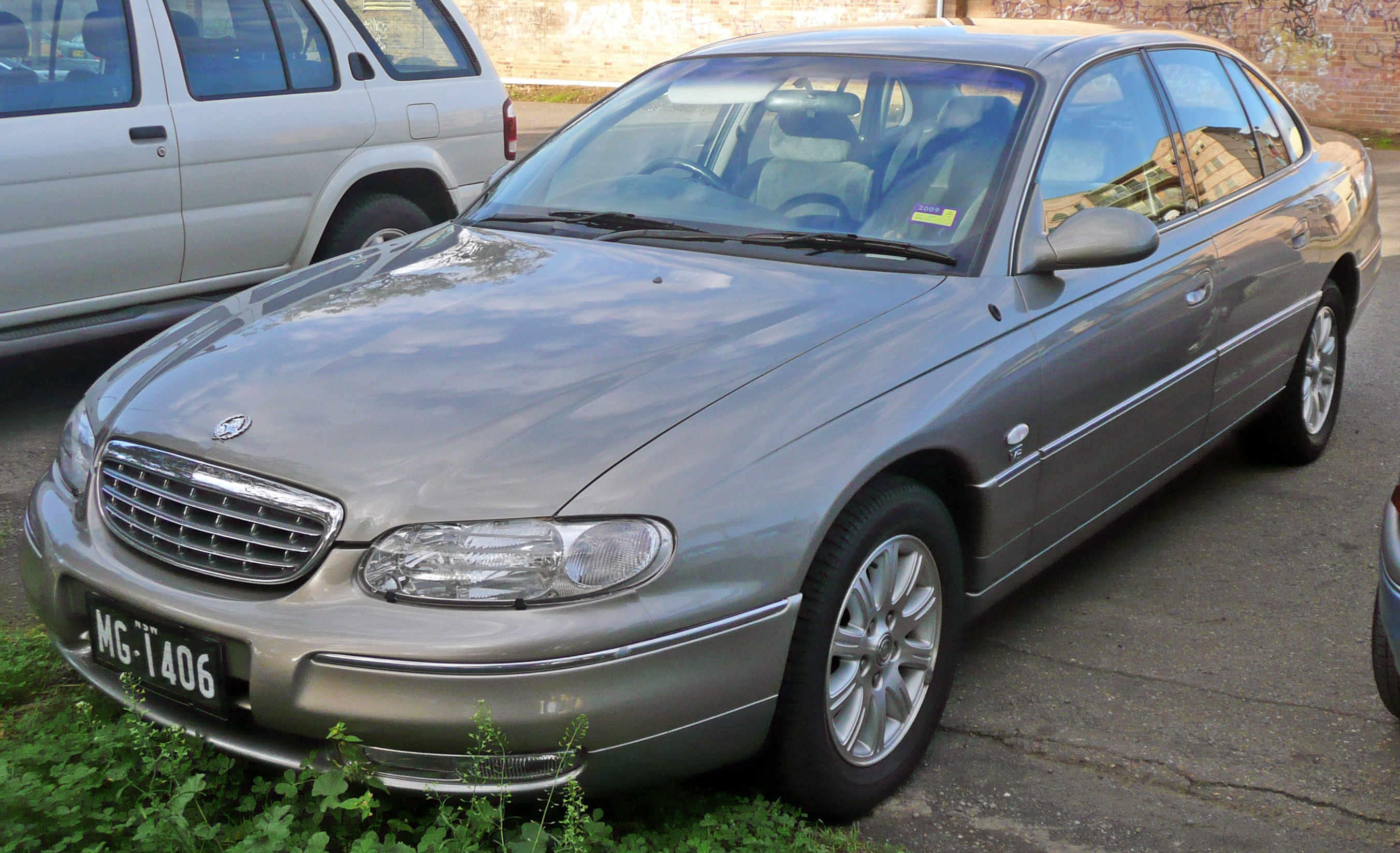
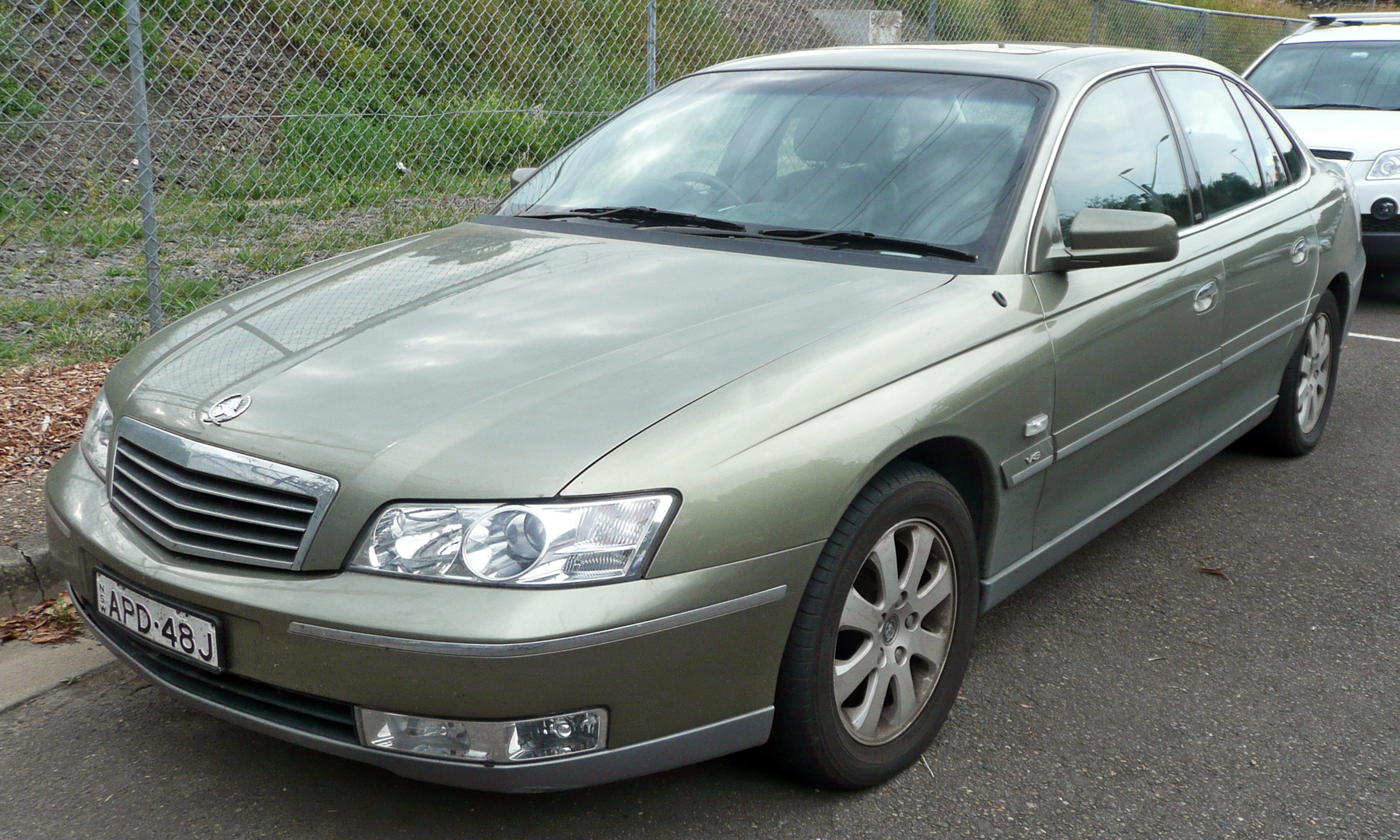

## 6代目（2006-2017年）

### 中東
2006年11月、ホールデン・WMステーツマン/カプリス（en:Holden WM Caprice）のモデルチェンジに再び沿うようにして、シボレーもその新型WMステーツマン/カプリスをベースにし、今までに比べデザインを一新したカプリスのラインナップを発表した。グレードラインナップは基本グレードのLSに始まり、LTZ、SS、Royaleをそろえ、すべてのグレードに6.0L V8の360 hp (268 kW)L98エンジンを採用した。ホールデン由来のこのシボレー・カプリスはGMの車の中でも中東地域最大級の売り上げを記録している。またドバイやオマーンの警察車両にも使用されている。
ホールデンの撤退・豪州工場の閉鎖に伴って2017年中に生産が終了される予定。

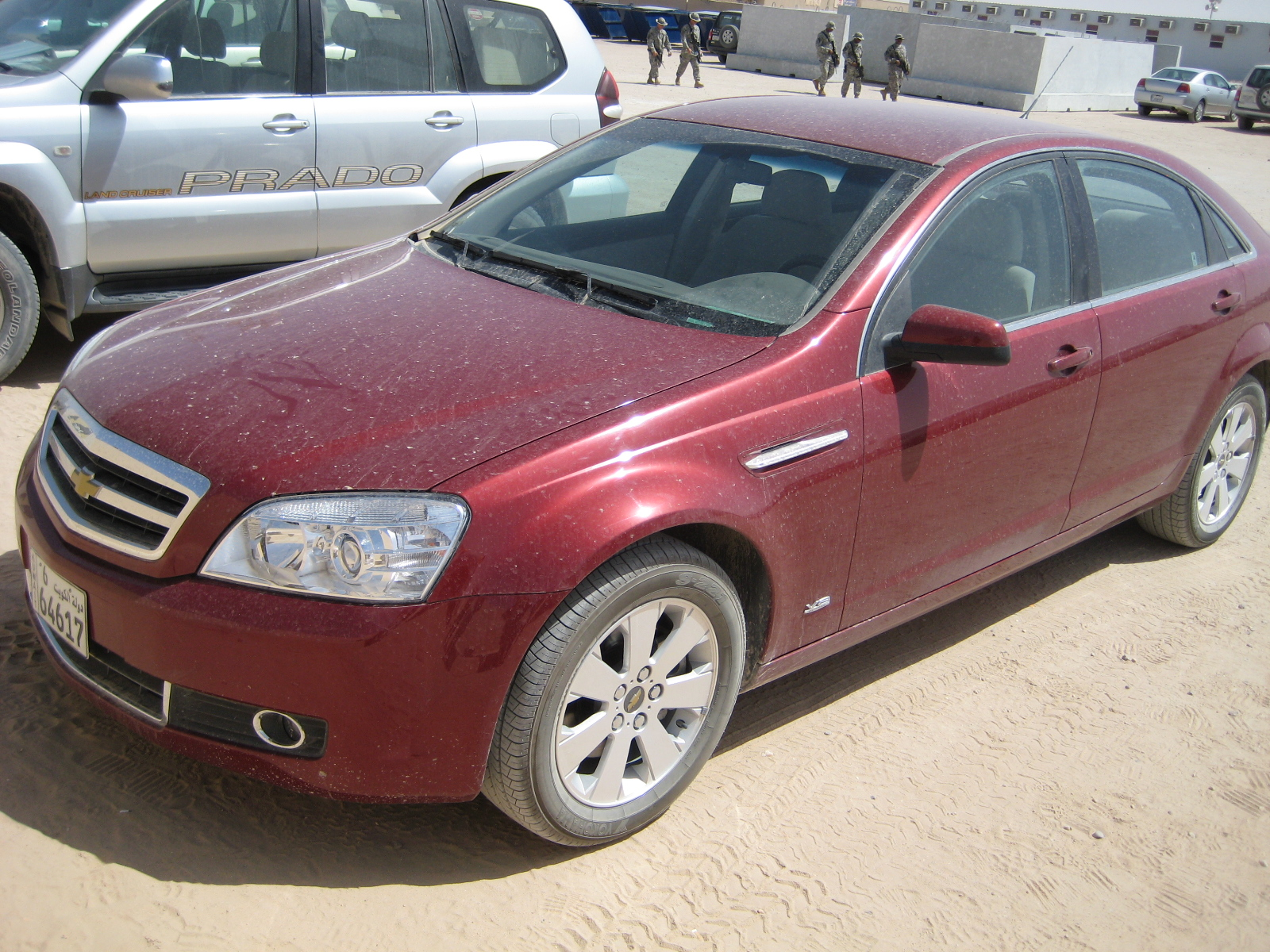
2008年カプリスLTZ、フロント部
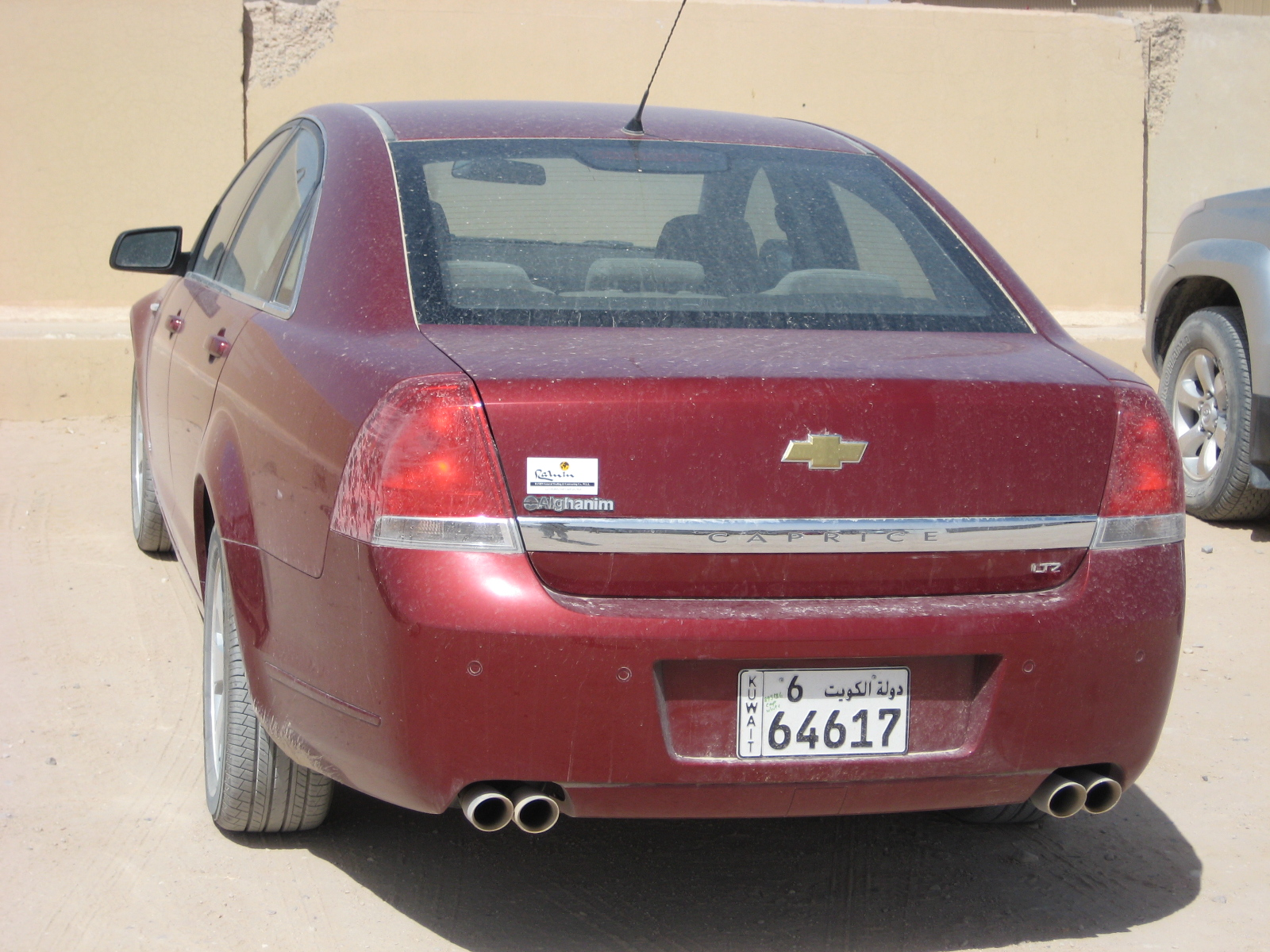
2008年カプリスLTZ、リア部

### 北米
2009年10月5日、GMはシボレー・カプリス・ポリスパトロールビークル（PPV）を発表した。グレードはパトロール用の9C1と、覆面パトカー用の9C3の二つ。これは、既に中東向けに販売されている6代目シボレー・カプリスをベースとした警察用の車両である。2011年からV8エンジン搭載車が、2012年からはV6エンジン搭載車が、それぞれアメリカとカナダの市場で法執行機関向けに販売される。ロサンゼルス市警察は2011年から同車を調達することが決定している。
ホールデンの撤退・豪州工場の閉鎖に伴って2017年中に生産が終了される予定。

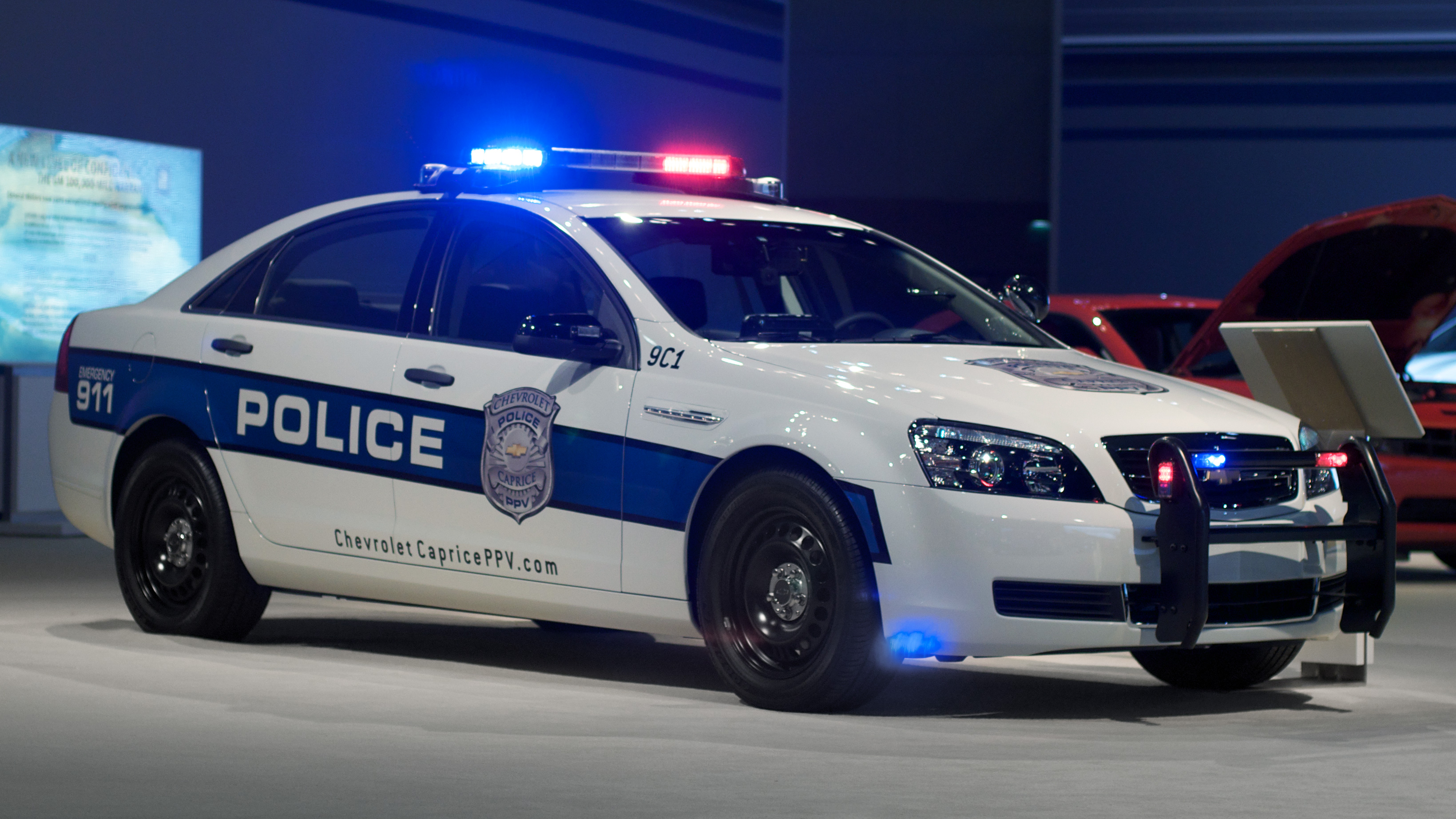
カプリスPPV（Police Patrol Vehicle：警察車両版）コンセプトカー
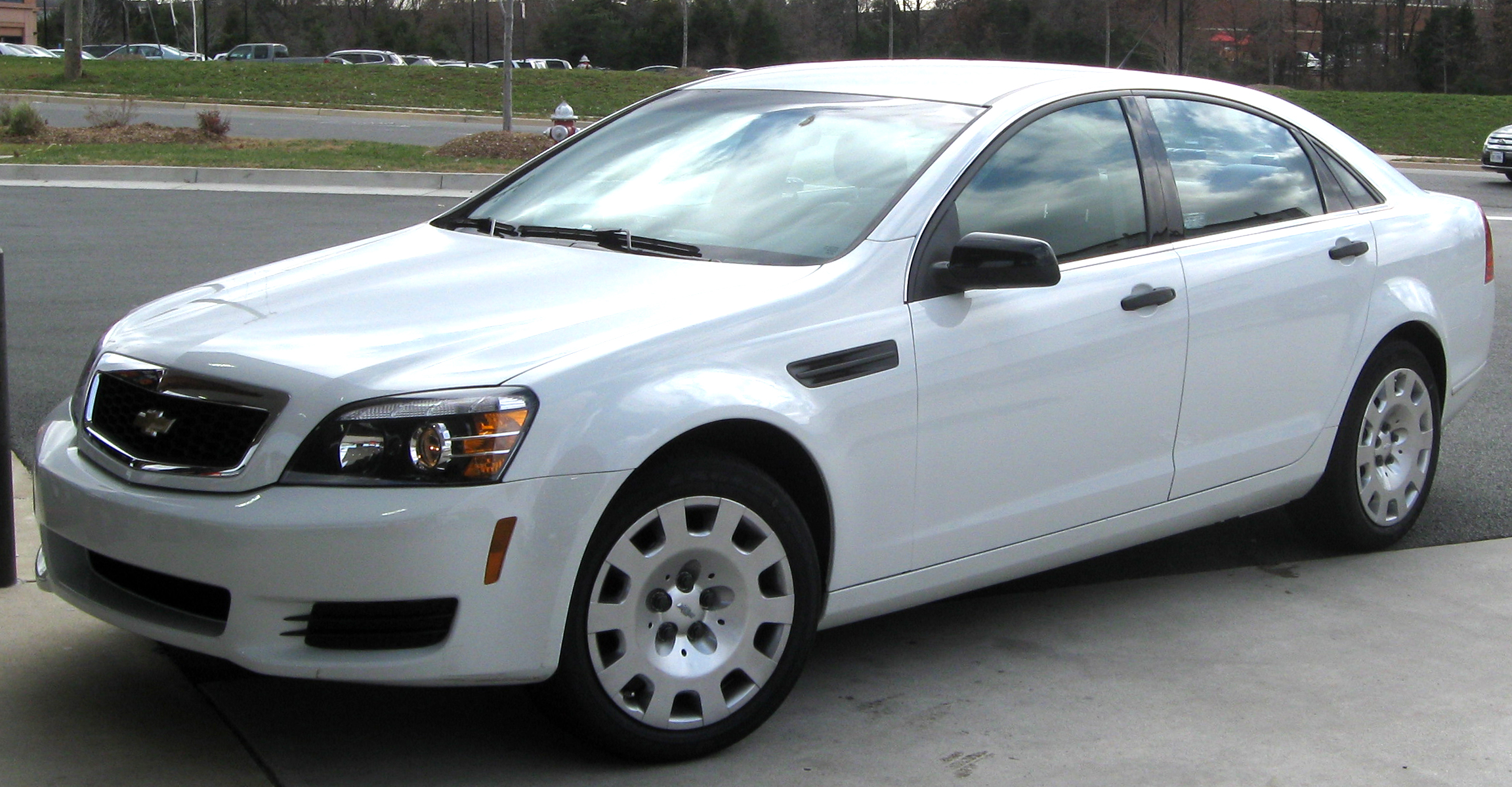
2011年カプリスPPV（北米版）、フロント部
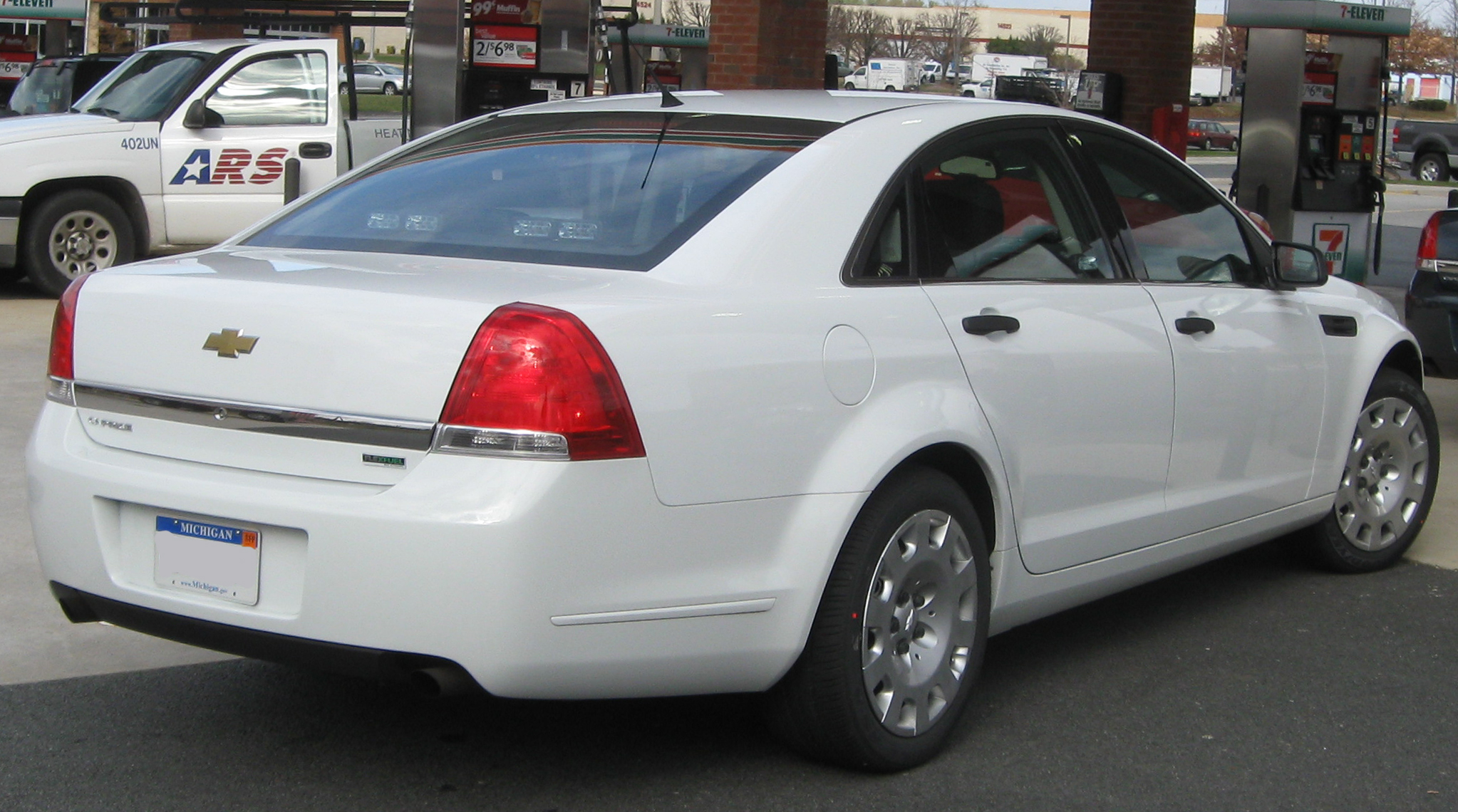
2011年カプリスPPV（北米版）、リア部